# Macrocefalie
Macrocefalie (afkomstig van Oudgrieks μακρός, makros (groot) en κεφαλή, kephalē (hoofd)) is in de geneeskunde het hebben van een (te) groot hoofd. Dit is alleen een probleem als het ontstaat door een ziekte, zoals een waterhoofd (hydrocefalus).
De oorzaak van macrocefalie is een sterke ophoping van het hersenvocht in de hersenen en abnormaal grote en zware hersenen. Maar een andere oorzaak kan ook zijn dat het een erfelijke afwijking is. Dit wordt voornamelijk opgespoord door het regelmatig meten van de hoofdomtrek en door scans. De kenmerken van macrocefalie zijn lichamelijk: een groot hoofd. Mentaal kan er ook een retardatie zijn maar die is er niet altijd.
Makrocefalie wordt in verband gebracht met 1q21.1-duplicatiesyndroom en een besmetting met het zikavirus.